# Pequot Fire Lookout Tower
La Pequot Fire Lookout Tower est une tour de guet du comté de Crow Wing, dans le Minnesota, aux États-Unis. Construite en 1934, elle est haute d'environ 30,5 mètres. Elle est inscrite au Registre national des lieux historiques depuis le 10 juillet 2017.